# Крайстчерч-госпиталь
Крайстчерч-госпиталь (англ. Christchurch Hospital) — крупнейшая больница на Южном острове Новой Зеландии, оказывающая услуги высокоспециализированной медицинской помощи (третичная больница). Государственное медицинское учреждение находится в центре Крайстчерча, на окраине Хэгли-парка, и обслуживает весь регион Кентербери. В больнице находится самое загруженное отделение скорой помощи в Австралазии. Больница является одним из четырёх основных медицинских учреждений, на базе которых проводится обучение медицинского персонала. Госпиталь подчиняется окружному департаменту здравоохранения Кентербери (CDHB), финансируется правительством на бюджетной основе.
В медицинской школе Крайстчерча, расположенной на территории госпиталя проходят обучение студенты 4-го и 5-го курсов. Медицинская школа — один из факультетов Университета Отаго.
Больнице принадлежит вертолётная площадка (ИКАО: NZJC) в Хэгли-парке, расположенная в 500 метрах от госпиталя к юго-западу по Хэгли-авеню.

## История
В 1861 провинциальные органы власти выделили 1500 фунтов стерлингов на строительство больницы в Крайстчерче. Первое здание больницы в Хэгли-парке на Риккартон-авеню было двухэтажным и похожим на амбар . Оно открылось 1 июня 1862 года, после проведения горожанами акций протеста «Руки прочь от Хэгли». Последнее из первоначальных зданий больницы было снесено в 1917 году.
В 2009 году окружной департамент здравоохранения внёс предложение о выделении 400 миллионов новозеландских долларов для замены некоторых зданий больницы, в т.ч. для строительства нового корпуса на 450 койко-мест, вертолётной площадки на крыше и дополнительных операционных. Строительство должно было начаться в 2011 году и продолжаться на протяжении трёх лет, однако из-за случившихся в 2010 и 2011 годах землетрясений проект был ненадолго отложен.
Больница сыграла ключевую роль при оказании помощи пострадавшим при землетрясении 2011 года, приняв 164 человека с серьёзными травмами.
По состоянию на конец 2012 года проект реконструкции больницы находился в разработке. В проекте были учтены разрушения и повреждения, полученные при землетрясениях.